# Ishinomaki

Ishinomaki (石巻市 Ishinomaki-shi?) este un municipiu din Japonia, prefectura Miyagi.